# ÖBB 5022 sorozat
Az ÖBB 5022 sorozat egy osztrák dízelmotorvonat sorozat. A 60 db motorvonatot a Siemens szállította 2003 és 2008 között az ÖBB részére a mellékvonali közlekedés fejlesztéséhez. A motorvonat nagyrészt megegyezik a MÁV 426 sorozatú motorvonatával.

## Fényezés

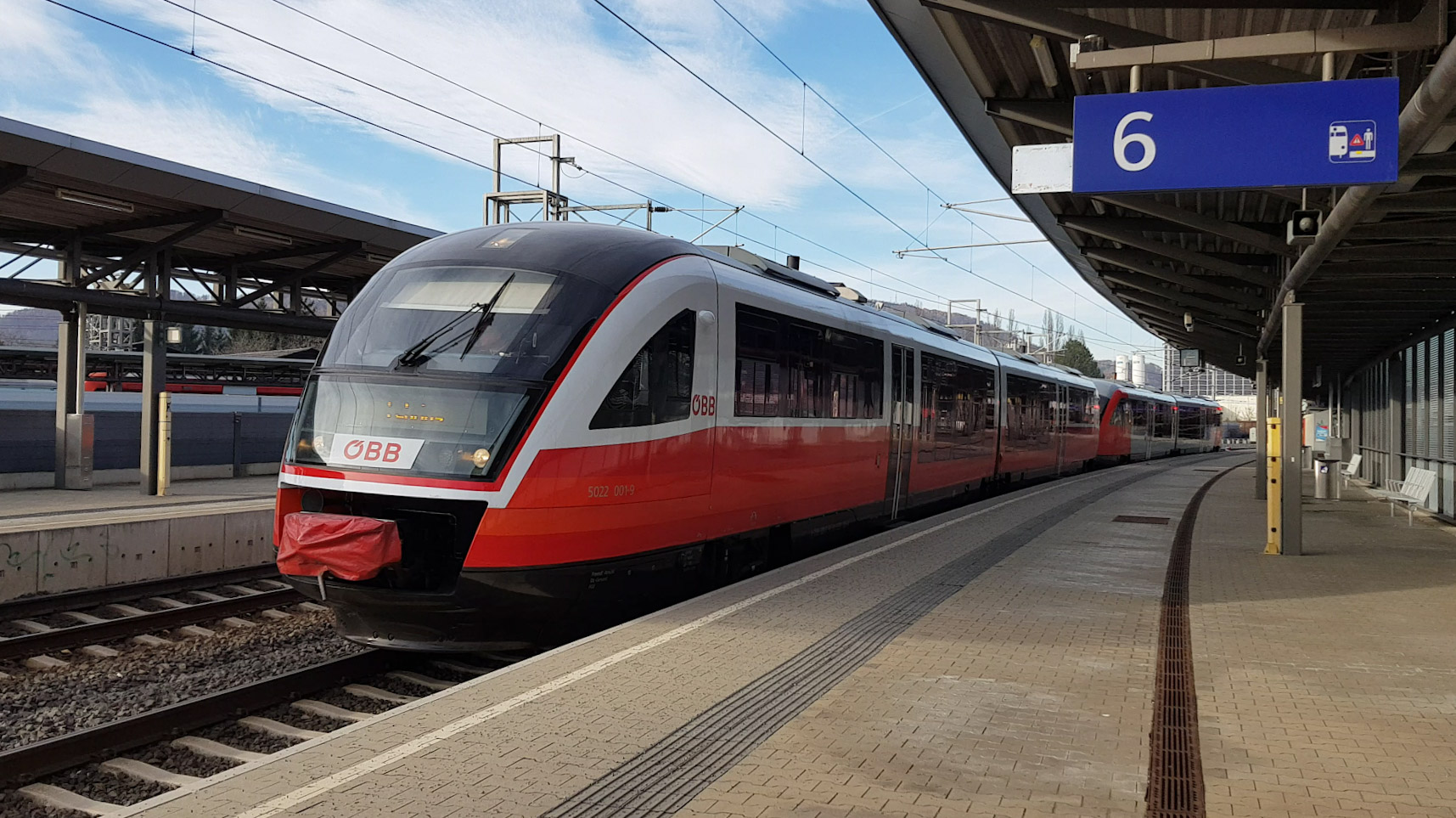
Az ÖBB 5022 001-9 pályaszámú motorvonata Graz Don Bosco állomáson már az új Cityjet festéssel

A járművek eredetileg vörös-szürke fényezéssel álltak forgalomba 2008-ban, mely megegyezett a villamos Talent motorvonatok színeivel. 2015-től az ÖBB a 4746 sorozattal létrehozta a Cityjet márkanevet, melyhez új külső arculat is érkezett. 2017 végétől az ÖBB 5022 sorozat tagjai is az átfestéssel már ehhez az új színtervhjez illeszkednek. A cél az, hogy a regionális forgalom járművei is egységes arculatot mutassanak.

## Felhasználása
A motorvonatokat elsősorban a kisforgalmú, nem-villamosított mellékvonalakon használják:
- Thermenbahn
- Aspangbahn
- Wechselbahn
- Gutensteinerbahn
- Schneebergbahn
- Mühlkreisbahn
- Innviertelbahn
- Steirische Ostbahn
- Landesbahn Gleisdorf–Weiz (a Steiermärkischen Landesbahnen-tól bérelve) – 2010-ig
- Südbahn (Österreich) (Bruck an der Mur - Spielfeld-Straß)
- Radkersburger Bahn – 2008 december 10-től
- Gailtalbahn – 2007 július 26 óta
- Pinkatalbahn
- Donauuferbahn (St. Valentin-Sarmingstein) – 2008 április 14 óta
- Rosentalbahn – 2008 december 15-től
- Drautalbahn
- Pyhrnbahn
- Almtalbahn – 2008 december 12-től
- Lavanttalbahn

## Képgaléria

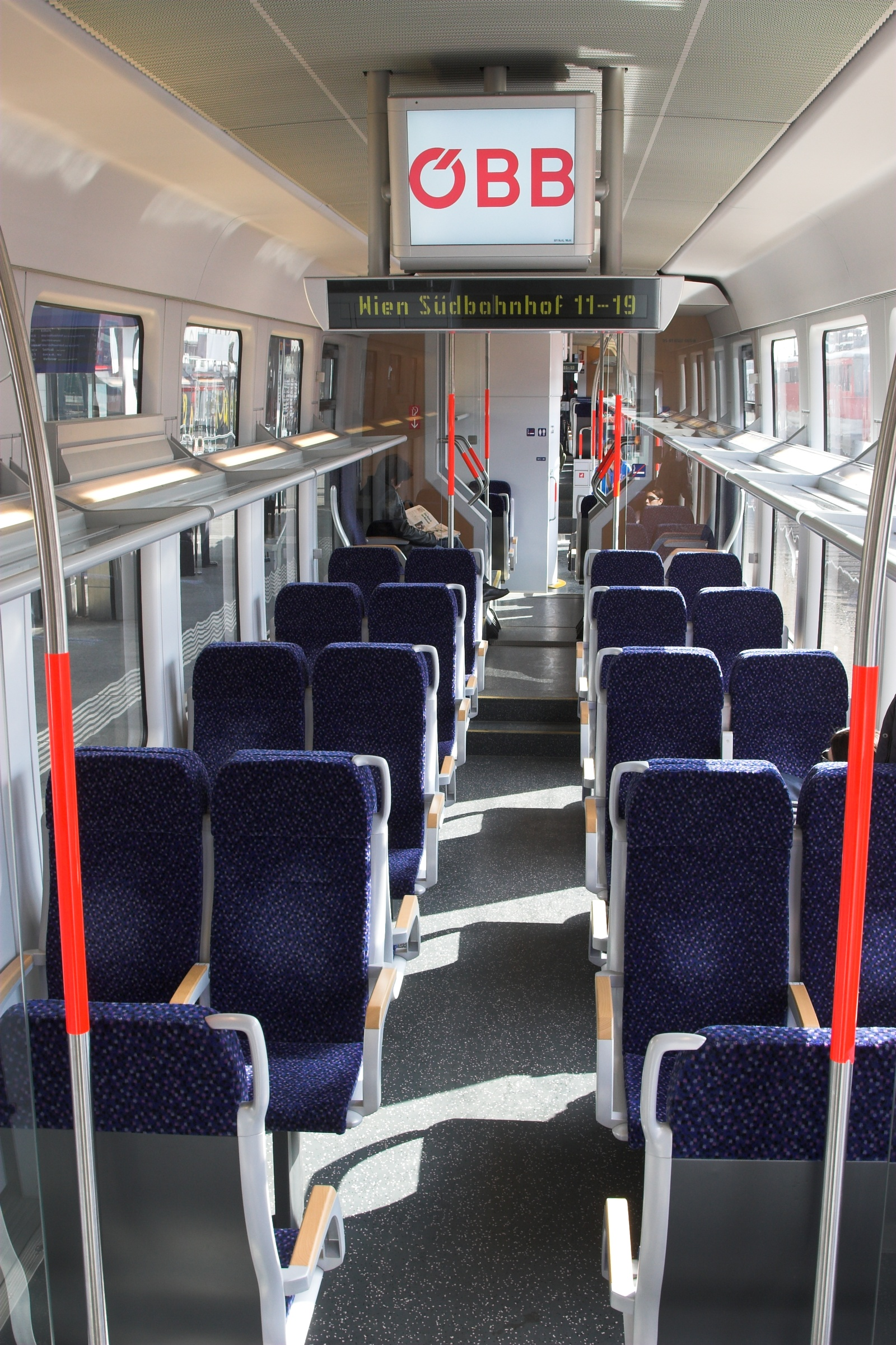
Belső tér
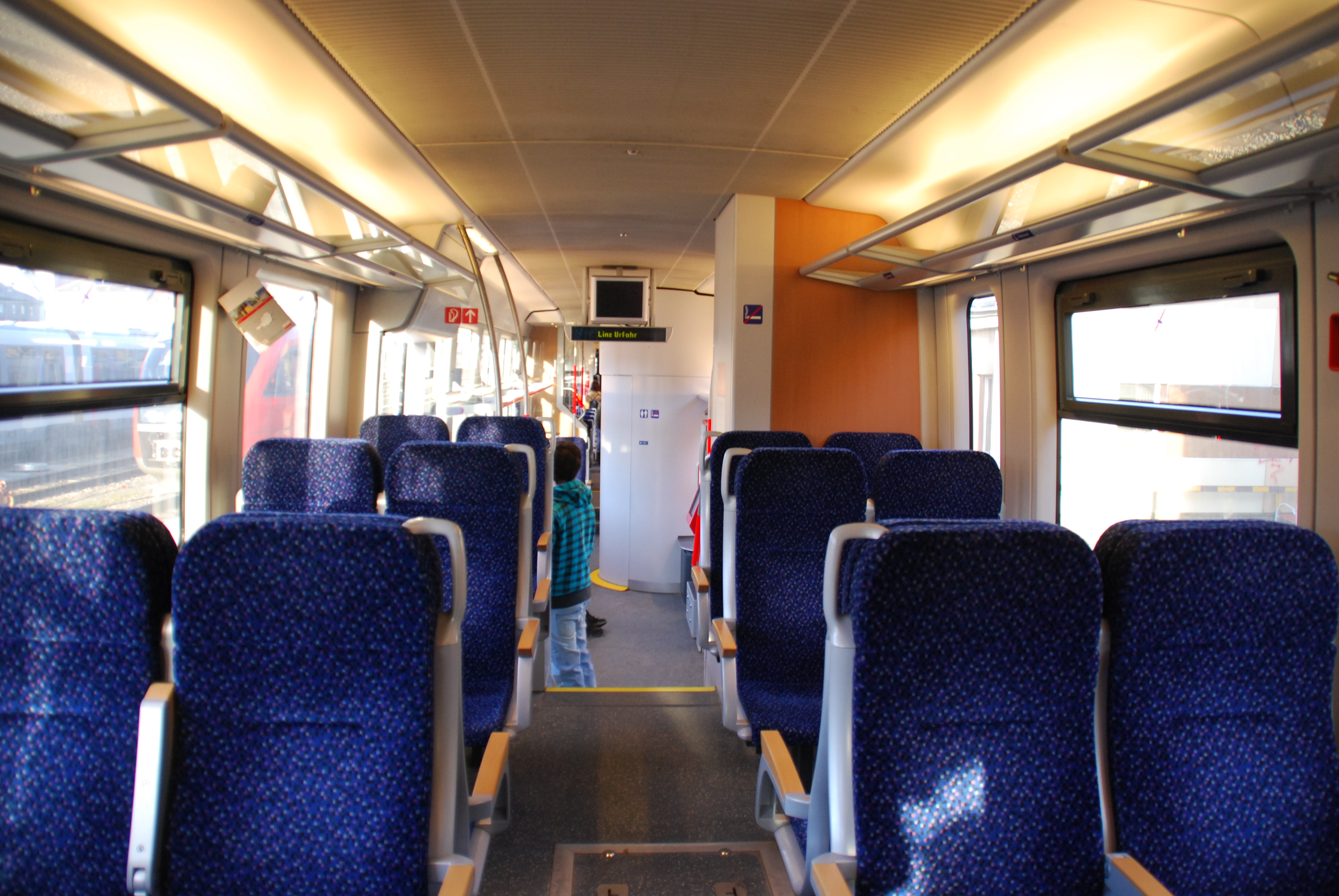
Belsőtér
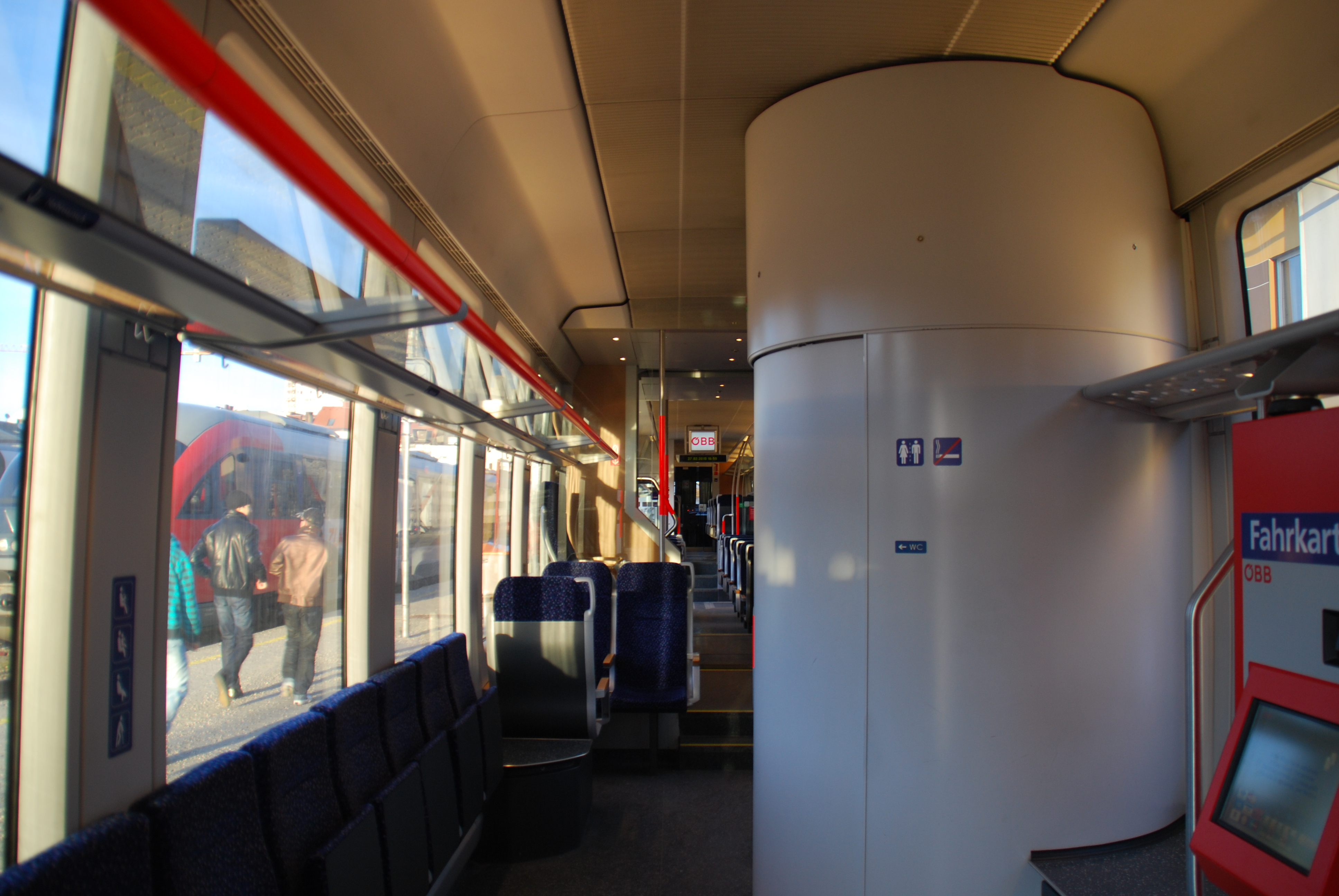
Belső tér, középen a mellékhelyiséggel, mellette egy jegyautomatával
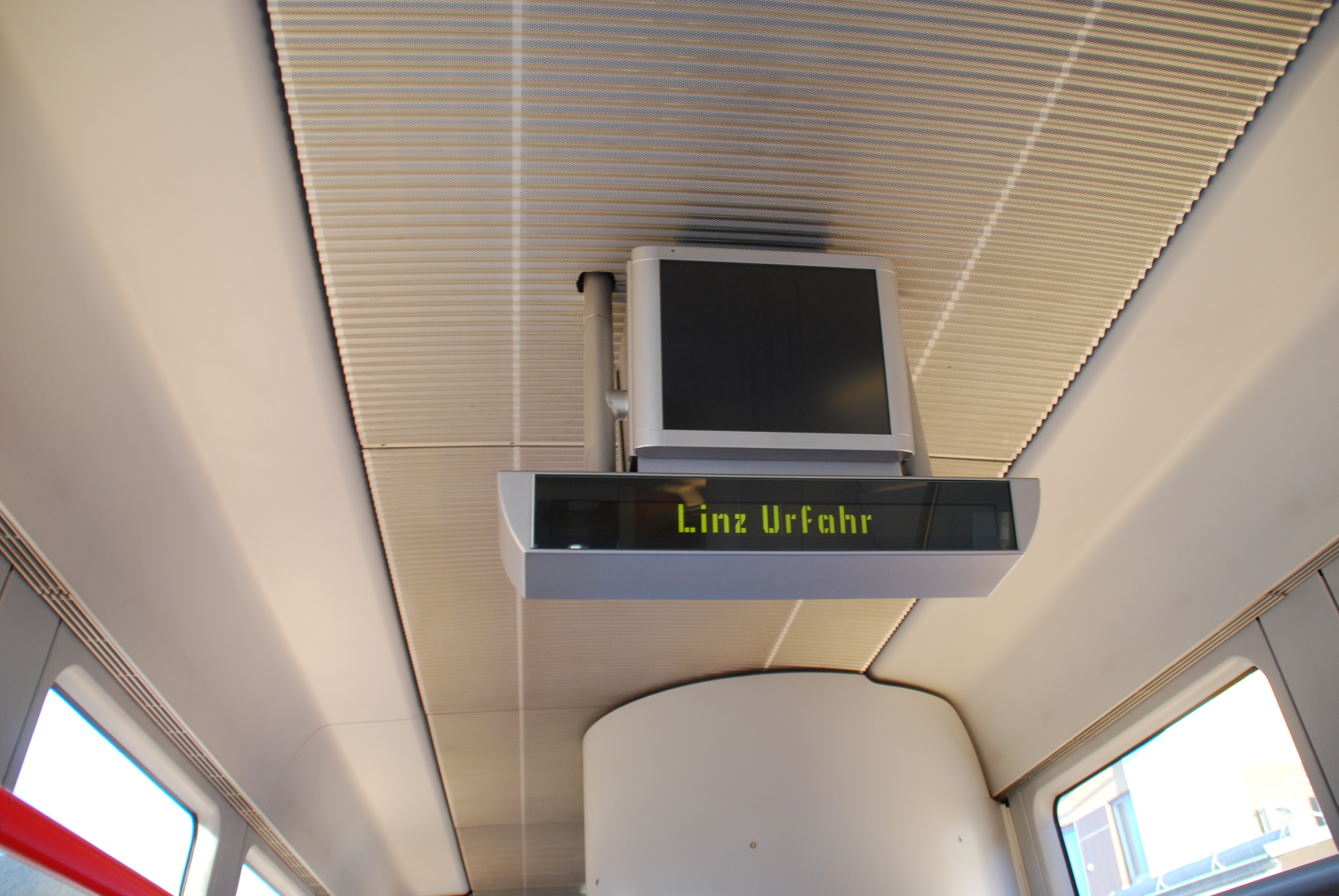
Utastájékoztató monitor
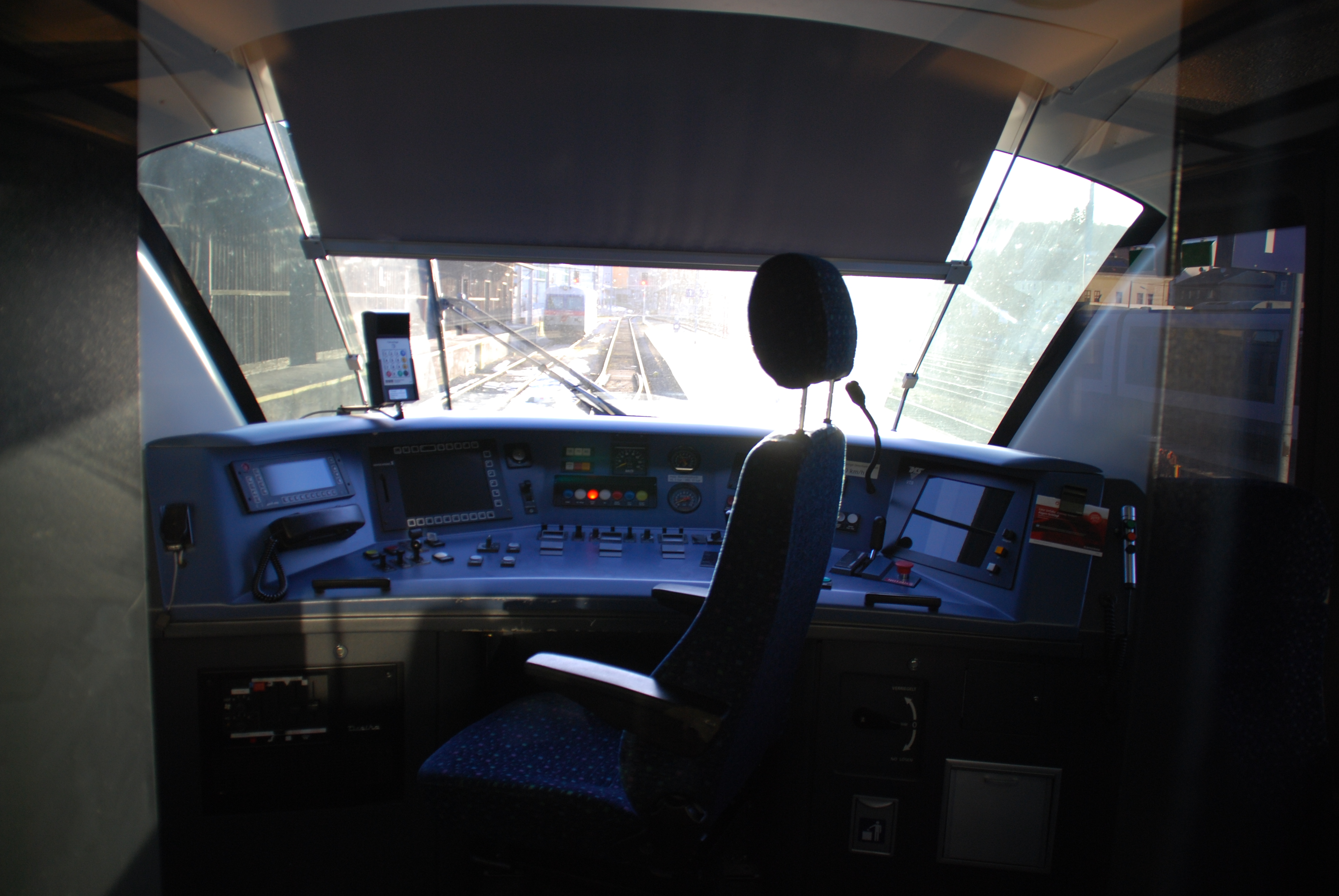
Vezetőállás
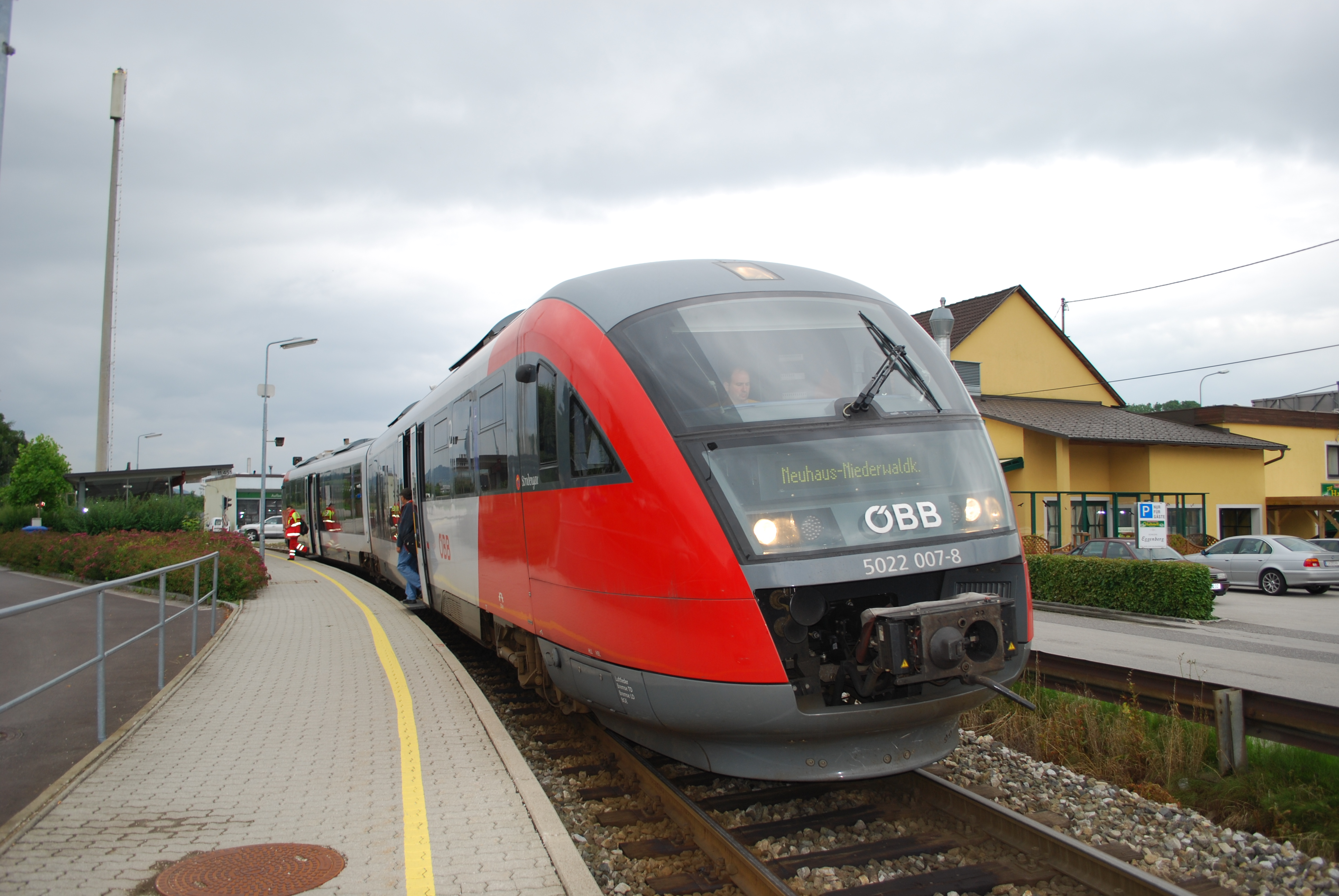
ÖBB 5022 Walding-ban
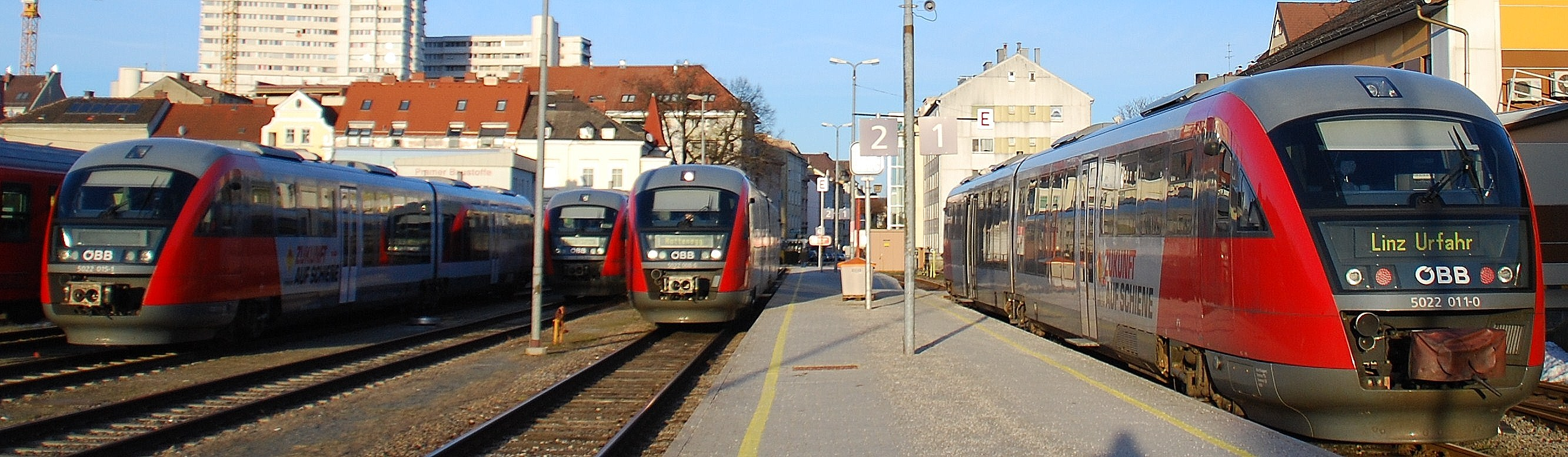
4 db ÖBB 5022 sorozatú motorvonamt Linz Urfahr-ban
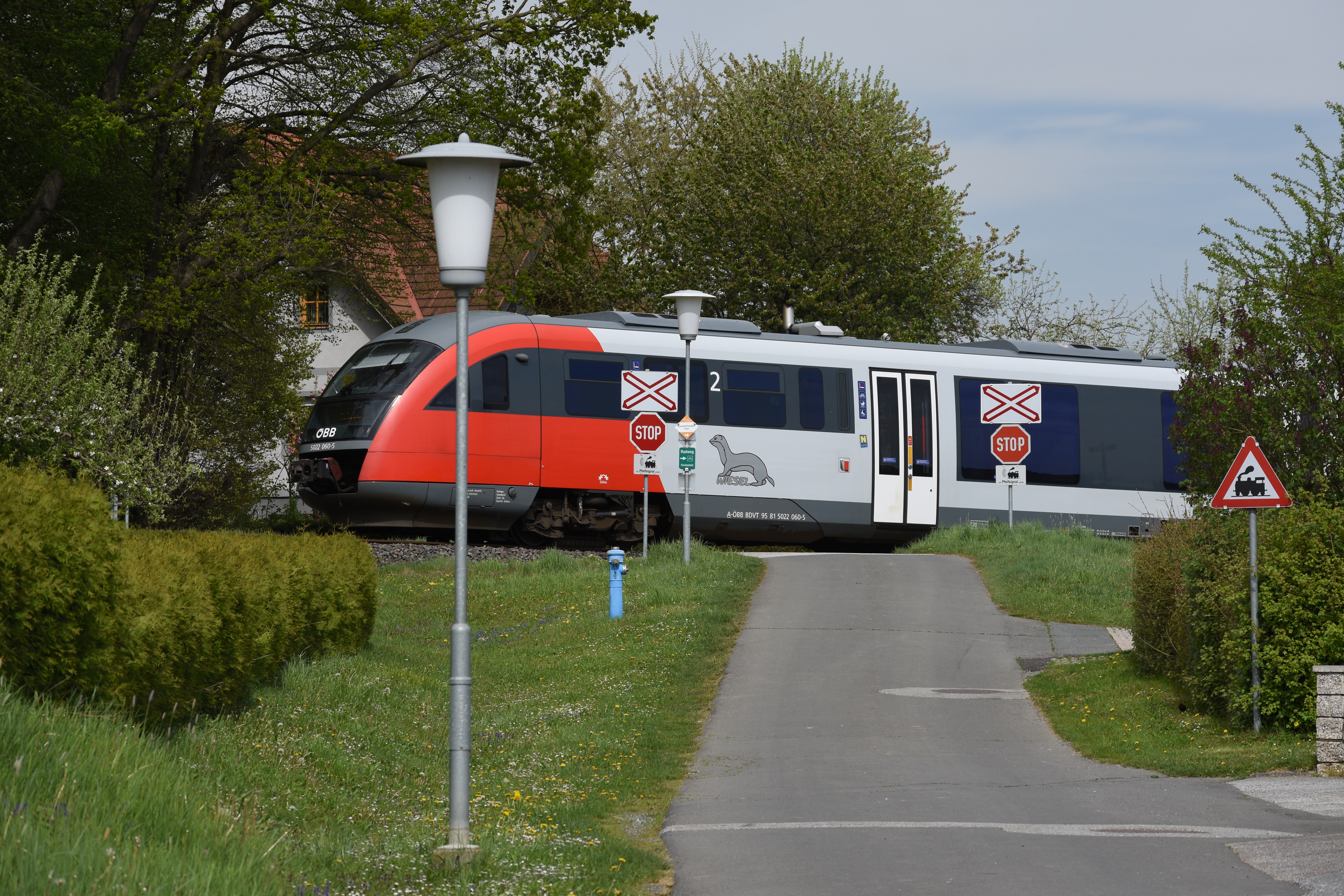
Egy Desiro a Thermenbahn mellékvonalon